# Vestekerk
De Vestekerk is een voormalig kerkgebouw in het centrum van Haarlem aan de Twaalf Apostelenstraat en de Gedempte Voldersgracht.  
De kerk werd in 1910 in gebruik genomen als vrijzinnig hervormde kerk. In 1958 werd de naam gewijzigd in Jacobskerk. De kerk staat ook bekend als de Wijnkerk en wordt sinds 2010 de Jopenkerk genoemd.

## Geschiedenis
De kerk werd in het begin van de twintigste eeuw gelijktijdig gebouwd met een andere Haarlems godshuis, De Hoeksteen. Deze was van de hand van dezelfde architect en stond tot 2005 even verderop aan de Raaks.
De Vestekerk viel buiten gebruik in 1975 en heeft daarna jarenlang gefunctioneerd als galerie- en expositieruimte.  
Volgens plannen voor de herontwikkeling van het Raakskwartier zou het gebouw moeten verdwijnen. Na succesvolle protesten van de stichting 'De Hoeksteen' tot bij de Raad van State werd in 2005 de sloop voorkomen.
Het gebouw is in 2010 verkocht aan Jopen BV, een lokale Haarlemse brouwer. De Vestekerk is datzelfde jaar gerestaureerd en omgebouwd tot brouwerij met café en restaurant, de naam is sindsdien Jopenkerk.